# Bahnhof Cadenberge

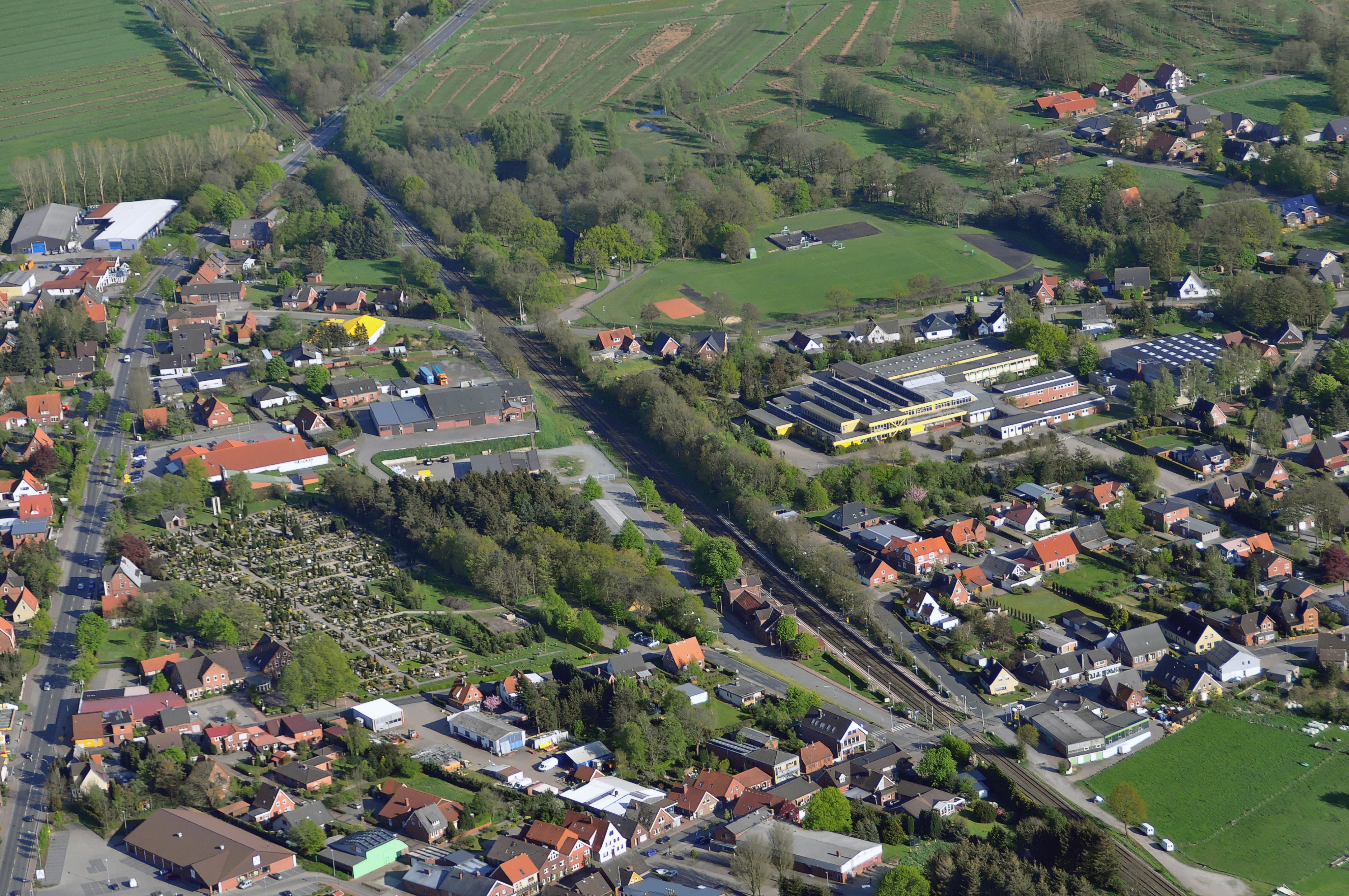
Luftbild von Cadenberge mit Bahnhof

Der Bahnhof Cadenberge ist der einzige Bahnhof in der niedersächsischen Gemeinde Cadenberge. Der Bahnhof liegt an der Niederelbebahn und dient als Zugangsstelle im Personennahverkehr.

## Geschichte
Der Bahnhof wurde am 11. November 1881 zusammen mit den Abschnitt Stade–Cuxhaven der Niederelbebahn eröffnet. Das Bahnhofsgebäude in Cadenberge wurde 1890 gebaut und in den Jahren 1905 und 1912 weiter ausgebaut.
1985 wurden die beiden mechanischen Stellwerke durch das elektromechanisches Stellwerk Cdf, das im Empfangsgebäude untergebracht ist, ersetzt.
Die Gemeinde Cadenberge erwarb das Empfangsgebäude im Sommer 2022.

## Infrastruktur
An den beiden durchgehenden Hauptgleise liegen ein Haus- und ein Außenbahnsteig, die beide eine Bahnsteighöhe von 55 Zentimetern und eine Nettobaulänge von 195 Metern haben. Beide Bahnsteige sind barrierefrei erreichbar und sind mit Blindenleitstreifen und jeweils einem Wetterschutzhaus ausgestattet.
In beiden Bahnhofsköpfen liegen jeweils ein einfacher Gleiswechsel sowie insgesamt drei Bahnübergänge.

## Personenverkehr
Der Bahnhof Cadenberge wird im Stundentakt von Regionalexpress-Zügen der Linie RE 5 (Hamburg–Cuxhaven) bedient.
| Linie | Linienverlauf | Takt (min) | EVU             |
| ----- | --- | ---------- | --------------- |
| RE5   | Hamburg Hauptbahnhof – Hamburg-Harburg – Buxtehude – Horneburg – Stade – Hammah – Himmelpforten – Hechthausen – Hemmoor – Wingst – Cadenberge – Otterndorf – Cuxhaven | 60         | Start Unterelbe |